# Conchiglie
Conchiglie, nogle gange kaldet konkyliepasta på dansk, er en type pasta, der stammer fra Italien. Navnet kommer af det italienske ord conchiglia, der betyder konkylie, hvilket igen er afledt af det græske κοχύλι (kochýli), der betyder "skal".
De bliver normalt solgt i en almindelig version med rent durum-mel, men der findes også varianter med naturlig farve som tomatekstrakt, spinatekstrakt eller blæksprutteblæk. Formen på pastaen gør, at der kan komme sovs in i hulrummet.
En miniatureversion kaldes conchigliette.